# Långegöl (Hälleberga socken, Småland)
Långegöl är en sjö i Nybro kommun i Småland och ingår i Ljungbyåns huvudavrinningsområde. Sjön är 10,3 meter djup, har en yta på 0,091 kvadratkilometer och befinner sig 216,4 meter över havet. Vid provfiske har abborre, björkna, gädda och mört fångats i sjön.

## Delavrinningsområde
Långegöl ingår i det delavrinningsområde (630535-149189) som SMHI kallar för Vid Q i Län punkt. Medelhöjden är 219 meter över havet och ytan är 47,47 kvadratkilometer. Det finns inga avrinningsområden uppströms utan avrinningsområdet är högsta punkten. Avrinningsområdets utflöde Ljungbyån mynnar i havet. Avrinningsområdet består mestadels av skog (81 procent). Avrinningsområdet har 0,57 kvadratkilometer vattenytor vilket ger det en sjöprocent på 1,2 procent. Bebyggelsen i området täcker en yta av 0,49 kvadratkilometer eller 1 procent av avrinningsområdet.